# Georges Bou-Jaoudé
Georges Bou-Jaoudé CM, auch Georges Aboujaoudé (* 27. Dezember 1943 in Jouret El-Ballout; † 28. März 2022 in Bhannes) war ein libanesischer Geistlicher und maronitischer Erzbischof von Tripoli.

## Leben
Georges Bou-Jaoudé legte am 25. Dezember 1966 sein Ordensgelübde als Ordensbruder der Lazaristen ab und wurde am 9. Februar 1968 zum Ordenspriester geweiht. Die Synode der maronitischen Bischöfe wählte ihn am 24. September 2005 zum Erzbischof von Tripoli im Libanon. Diese Wahl wurde am 28. Dezember 2005 vom Heiligen Stuhl bestätigt. Der maronitische Patriarch von Antiochien, Kardinal Nasrallah Pierre Sfeir, und die Mitkonsekratoren Weihbischof Roland Aboujaoudé und Bischof Tanios El Khoury weihten ihn am 11. Februar 2006 zum Bischof.  
In seiner Eigenschaft als Erzbischof von Tripoli del Libano war er im Oktober 2010 Delegierter auf der Sonderversammlung der Bischofssynode zum Nahen Osten. Als Mitkonsekrator assistierte er bei der Bischofsweihe von Joseph Soueif zum Erzbischof von Zypern und Hanna Alwan CML zum Titularbischof von Sarepta dei Maroniti und Kurienbischof in Antiochien. 
Am 1. November 2020 gab die Synode der maronitischen Kirche die Annahme seines altersbedingten Rücktritts bekannt.